# Hannah (schip, 1913)
De Hannah was een vrachtschip van de Nederlandse rederij NV SS Hannah. Het werd gebouwd door de Tyne Iron Shipbuilding Company Ltd, Newcastle on Tyne, Verenigd Koninkrijk, met bouwnummer 186. Er stond een triple expansion stoommachine in, van 2000 ipk. Lang 106,8 m, breed 15,2 m met een diepgang van 7,95 m.
Het schip was tijdens de Spaanse Burgeroorlog met een lading graan op weg van Antwerpen naar Valencia en werd op 10 januari 1938, ongeveer 6 zeemijlen uit de kust bij Kaap Antonio, getorpedeerd door de Spaanse onderzeeboot General Mola.  Voordat het schip zonk konden alle bemanningsleden van het schip afkomen en gered worden.
De General Mola was een onderzeeboot van de Spaanse Nationalistische fractie en was de voormalige Italiaanse onderzeeboot Archimedes die in 1938 werd overgedragen aan de Nationalisten. Het schip had als missie alle schepen die voorraden verscheepten naar steden  in handen van de Spaanse Republikeinen aan te vallen. De stad Valencia was op dat moment in handen van de Republikeinen.